# Campionato nordamericano femminile di pallavolo 2011
Il XXII campionato nordamericano femminile di pallavolo si è svolto dal 12 al 17 settembre 2011 a Caguas, in Porto Rico. Al torneo hanno partecipato 9 squadre nazionali nordamericane e la vittoria finale è andata per la sesta volta agli Stati Uniti.

## Gironi
| Girone A                      | Girone B                             | Girone C                    |
| ----------------------------- | ------------------------------------ | --------------------------- |
| Costa Rica Messico Porto Rico | Canada Stati Uniti Trinidad e Tobago | Cuba Panama Rep. Dominicana |

## Fase finale

### Finali 1º e 3º posto
|  | Quarti          | Quarti          |                    |                    | Semifinale | Semifinale |  |  | Finale 1º/2º posto | Finale 1º/2º posto |
|  |                 |                 |                    |                    |            |            |  |  |                    |                    |
|  |                 |                 |                    |                    |            |            |  |  |                    |                    |
|  |                 |                 |                    |                    |            |            |  |  |                    |                    |
|  | Stati Uniti     | 3               |                    |                    |            |            |  |  |                    |                    |
|  | Stati Uniti     | 3               |                    |                    |            |            |  |  |                    |                    |
|  | Messico         | 0               |                    |                    |            |            |  |  |                    |                    |
|  | Messico         | 0               | Cuba               | 0                  |            |            |  |  |                    |                    |
|  |                 |                 | Cuba               | 0                  |            |            |  |  |                    |                    |
|  |                 | Stati Uniti     | 3                  |                    |            |            |  |  |                    |                    |
|  | -               | Stati Uniti     | 3                  | -                  |            |            |  |  |                    |                    |
|  | -               |                 |                    | -                  |            |            |  |  |                    |                    |
|  | -               |                 |                    |                    |            |            |  |  |                    |                    |
|  | Stati Uniti     | 3               |                    |                    |            |            |  |  |                    |                    |
|  | Stati Uniti     | 3               |                    |                    |            |            |  |  |                    |                    |
|  |                 | Rep. Dominicana | 0                  |                    |            |            |  |  |                    |                    |
|  | -               | Rep. Dominicana | 0                  | -                  |            |            |  |  |                    |                    |
|  | -               |                 |                    | -                  |            |            |  |  |                    |                    |
|  | -               |                 |                    |                    |            |            |  |  |                    |                    |
|  | Porto Rico      | 0               | Finale 3º/4º posto | Finale 3º/4º posto |            |            |  |  |                    |                    |
|  | Porto Rico      | 0               | Finale 3º/4º posto | Finale 3º/4º posto |            |            |  |  |                    |                    |
|  |                 | Rep. Dominicana | 3                  |                    |            |            |  |  |                    |                    |
|  | Rep. Dominicana | Rep. Dominicana | 3                  | 3                  | Cuba       | 3          |  |  |                    |                    |
|  | Rep. Dominicana |                 |                    | 3                  | Cuba       | 3          |  |  |                    |                    |
|  | Canada          | 0               |                    | Porto Rico         | 0          |            |  |  |                    |                    |
|  | Canada          | 0               |                    |                    | 0          |            |  |  |                    |                    |
|  |                 |                 |                    |                    |            |            |  |  |                    |                    |
|  |                 |                 |                    |                    |            |            |  |  |                    |                    |

### Finale 7º posto
|  | Semifinali | Semifinali | Semifinali |            |                   | Finale            | Finale | Finale |  |
|  |            |            |            |            |                   |                   |        |        |  |
|  | -          | -          | -          |            |                   |                   |        |        |  |
|  | -          | -          | -          |            |                   |                   |        |        |  |
|  | -          | -          | -          |            |                   |                   |        |        |  |
|  | -          | -          | -          |            | Trinidad e Tobago | Trinidad e Tobago | 3      |        |  |
|  |            |            |            |            | Trinidad e Tobago | Trinidad e Tobago | 3      |        |  |
|  |            |            | Costa Rica | Costa Rica | 0                 |                   |        |        |  |
|  | Panama     | Panama     | Costa Rica | Costa Rica | 0                 | 1                 |        |        |  |
|  | Panama     | Panama     |            |            |                   |                   |        |        |  |
|  | Costa Rica | Costa Rica | 3          |            |                   |                   |        |        |  |

## Podio

### Campione
Formazione: 4 Lindsey Berg, 6 Nicole Davis, 7 Heather Bown, 8 Alisha Glass, 9 Jennifer Joines, 10 Kimberly Glass, 11 Jordan Larson, 12 Nancy Meendering, 15 Logan Tom, 16 Foluke Akinradewo, 18 Megan Hodge, 19 Destinee Hooker, CT: Hugh McCutcheon

### Secondo posto
Formazione: 1 Annerys Vargas, 2 Dahiana Burgos, 5 Brenda Castillo, 7 Niverka Marte, 8 Cándida Arias, 9 Sidarka Núñez, 10 Milagros Cabral, 12 Karla Echenique, 13 Cindy Rondón, 14 Prisilla Rivera, 18 Bethania de la Cruz, 19 Ana Binet, CT: Marcos Kwiek

### Terzo posto
Formazione: 1 Wilma Salas, 2 Yanelis Santos, 3 Alena Rojas, 4 Yoana Palacio, 6 Daimara Lescay, 8 Emily Borrel, 10 Ana Cleger, 11 Liannes Castañeda, 13 Rosanna Giel, 14 Kenia Carcaces, 15 Yusidey Silié, 19 Gyselle Silva, CT: Juan Carlos Gala

## Classifica finale
| Classifica | Squadre           | Qualificazione       |
| ---------- | ----------------- | -------------------- |
|            | Stati Uniti       | Coppa del Mondo 2011 |
|            | Rep. Dominicana   | Coppa del Mondo 2011 |
|            | Cuba              |                      |
| 4          | Porto Rico        |                      |
| 5          | Messico           |                      |
| 6          | Canada            |                      |
| 7          | Trinidad e Tobago |                      |
| 8          | Costa Rica        |                      |
| 9          | Panama            |                      |